# تفنگ تک‌لول
تفنگ تک‌لول به سلاحهایی که یک لوله برای شلیک گلوله یا تفنگ‌های ساچمه زنی که دارای یک لوله هستند گفته می‌شود.

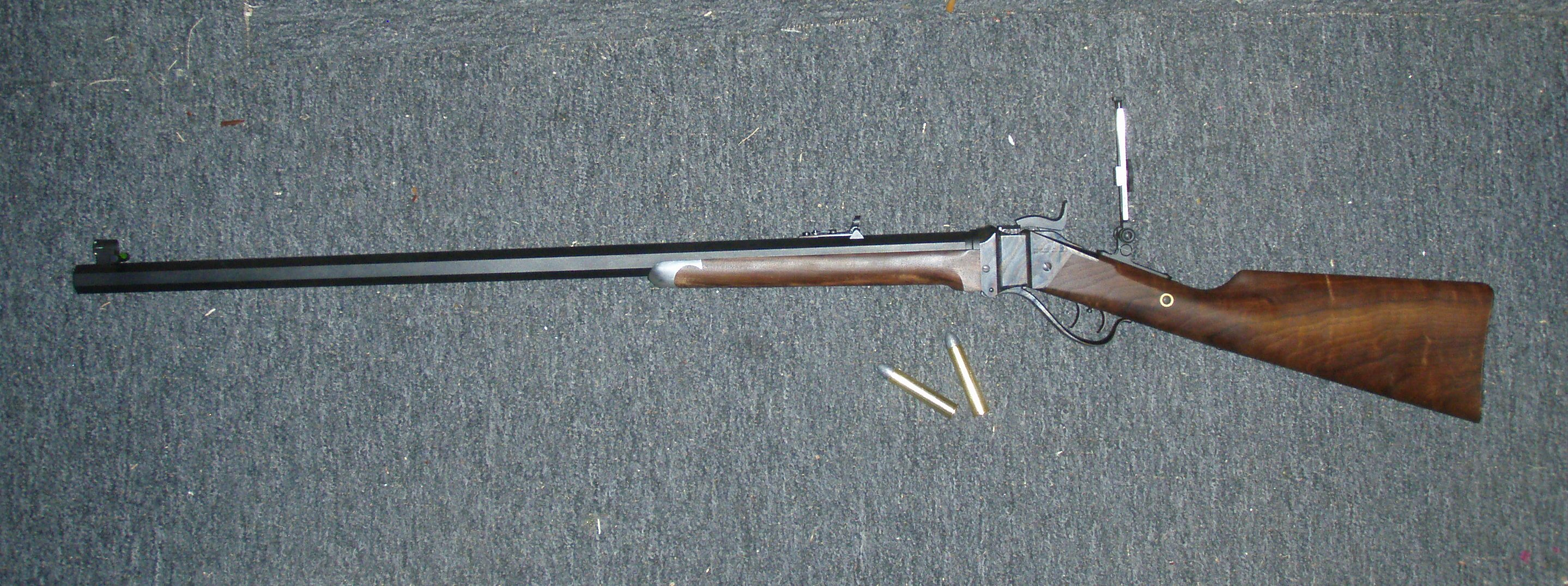
Shiloh Sharps Model 1874 Hartford in .50-90 Sharps